# Ethnographisches Museum (Włocławek)

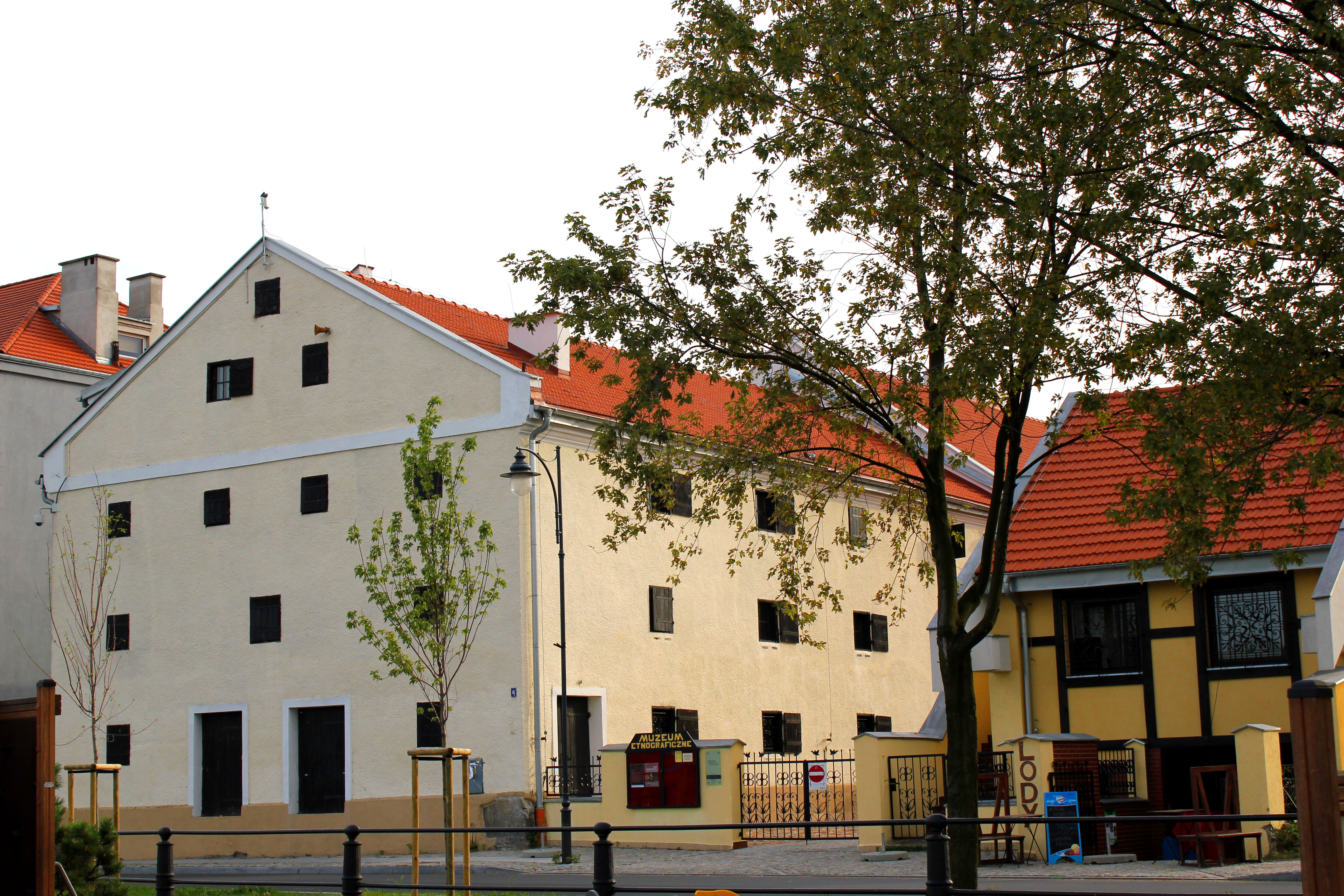
Sitz des Ethnographischen Museums, Józef-Piłsudski-Boulevard 6, Włocławek

Das Ethnographische Museum in Włocławek (polnisch Muzeum Etnograficzne we Włocławku) ist eine Niederlassung des Regionalmuseums Kujawien-Dobrin in Włocławek. Es befindet sich in einer Gebäudereihe mit einem historischen Speicher am Marschall-Józef-Piłsudski-Boulevard 6 in Włocławek.

## Geschichte
Der historische dem Museum gehörende Speicher wurde nach dem Entwurf von Franciszek Turnelle, dem damaligen Stadtarchitekten von Włocławek, vor dem Jahr 1848 erbaut. In den Jahren 1980–1985 wurde ein neuer Teil hinzugefügt, der architektonisch an seinen Baukörper erinnert. Hier befindet sich ein Raum für temporäre Ausstellungen, ein audiovisueller Raum, eine Bibliothek, Arbeits- und Büroräume.
Am 10. Oktober 1986 wurde das Museum offiziell zusammen mit der Dauerausstellung „Volkskultur von Kujawy und Dobriner Land. Ausgewählte Fragen“ und der Sonderausstellung „Zeitgenössische Volkskunst von Kujawy und Dobriner Land“ eröffnet. 1987 erhielt das Museum den Preis zweiten Grades im Wettbewerb „Museumsveranstaltung des Jahres 1986“ für die Eröffnung und die Dauerausstellung, und im Jahr 1988 wurde es für die Ausstellung nach dem Wettbewerb „Zeitgenössische Regionalkleidung“ im Wettbewerb „Museumsveranstaltung des Jahres 1988“ ausgezeichnet.
Von 2011 bis 2014 wurden Renovierungs- und Modernisierungsarbeiten an sechs Gebäuden im Museumskomplex durchgeführt: die Renovierung von Innenräumen, die gründliche Renovierung des Innenhofs und die Anpassung von Dachböden und Kellern an die Bedürfnisse der Museums- und Bibliothekssammlungen. Im Jahr 2015 wurde im Museumsgebäude ein Labor für Digitalisierung und Reprografie eröffnet.
2016 feierte das Museum 30 Jahre Tätigkeit. In diesen 30 Jahren hatte das Museum fast 100 Sonderausstellungen und 37 Wanderausstellungen organisiert. Die Sammlung des Museums wurde um 5729 Sammlungsgegenstände erweitert. Über 100 vorbereitete Veranstaltungen wurden von Einwohnern von Włocławek besucht.

## Ausstellungen
Die Dauerausstellung:

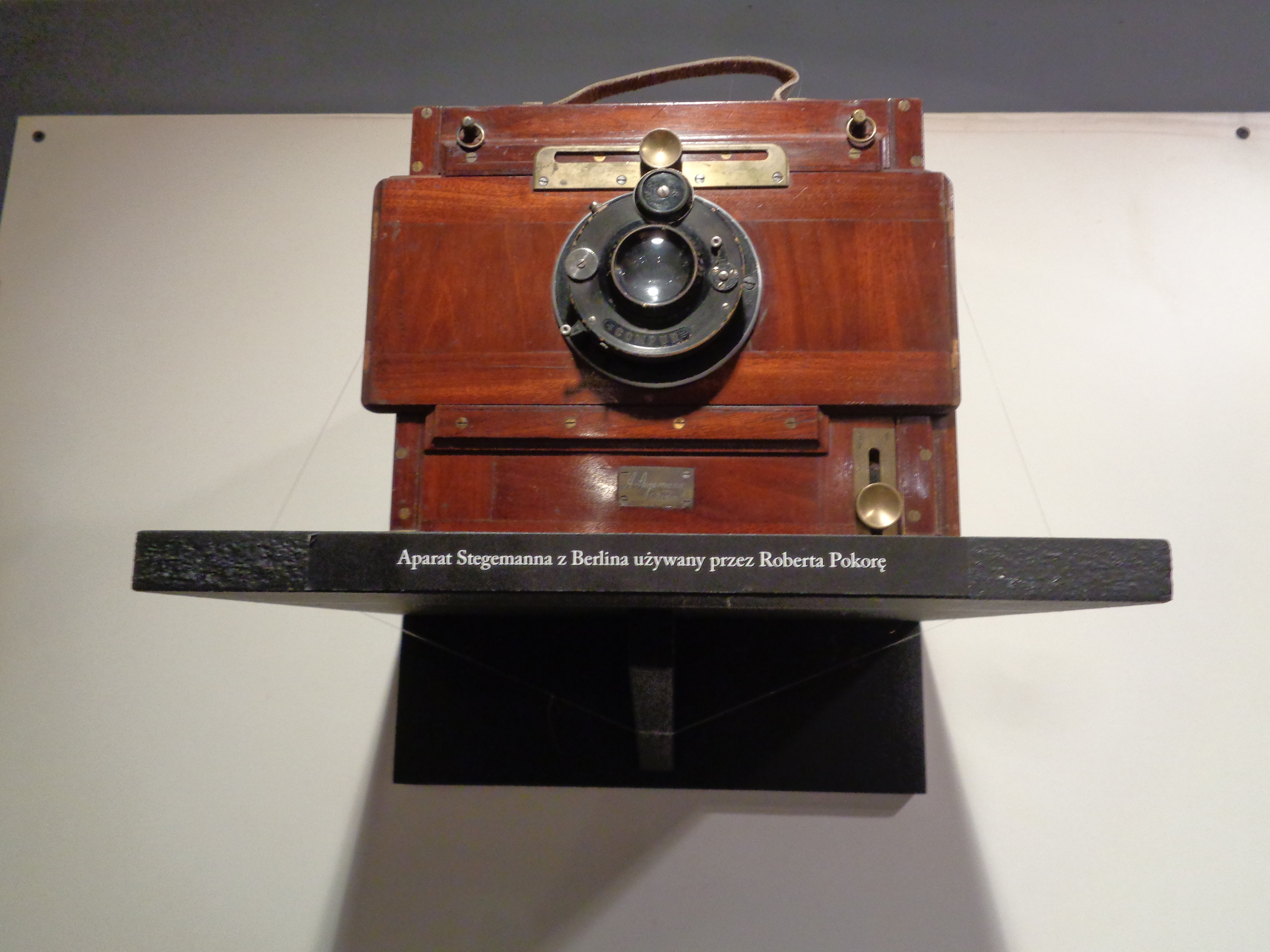
Die Ausstellung „Die Fotografien von einem Schumacher. Die Welt von Robert Pokora auf den gläsernen Negativen“.

- „Volkskultur von Kujawy und Dobriner Land“ präsentiert ein Dorf aus der Wende des 19. und 20. Jahrhunderts und zeigt die heute nicht mehr existierende Volkskultur.

Seit 1986 werden Faschingsveranstaltungen organisiert, die 1995 in die jährliche „Reigen der Faschingsgruppen entlang der Straßen von Włocławek“ umgewandelt wurden. Das Ethnographische Museum organisiert außerdem regelmäßig sogenannte Treffen „Sonntag mit dem Kurator“, bei denen die Teilnehmer temporäre Ausstellungen besuchen können.
Seit 2014 findet im Innenhof des Museums „der Włocławek-Markt mit den Geschenken des Sommers“ statt: eine kulinarische Veranstaltung zur Förderung traditioneller Produkte aus lokalen Rohstoffen.
Zur Bildungstätigkeit des Museums gehören ganzjährige und gelegentliche Workshops.